# Feira Miolo(s)
A Feira Miolo(s), ou simplesmente Miolo(s), é o principal evento da cultura de arte gráfica independente do Brasil. Ocorre anualmente na Biblioteca Mário de Andrade (BMA), em São Paulo. A Miolo(s) é organizada pela editora Lote 42 e pela BMA.
A Miolo(s) contribui para a formação do maior acervo de publicações independentes contemporâneas do país. A participação das editoras, artistas e coletivos é gratuita, mas como contrapartida é obrigatória a doação de ao menos uma publicação para a BMA.

## Histórico
A primeira edição da Feira Miolo(s) ocorreu em 2014, com 59 editoras. A partir de 2016, a Miolo(s) passou a agregar um ciclo de palestras à feira, o Fala Miolo(s).
Durante a pandemia de Covid-19, a Miolo(s) adotou o formato virtual.
Em 2022, pela primeira vez a Miolo(s) foi realizada fora da Biblioteca Mário de Andrade. A Miolo(s) Olinda ocorreu no Mercado Eufrásio Barbosa, na cidade de Olinda, estado do Pernambuco. A organização foi feita pela Cepe (Companhia Editora de Pernambuco) e Lote 42.